# Ann Dvorak
Ann Dvorak, nata Anna McKim (New York, 2 agosto 1911 – Honolulu, 10 dicembre 1979), è stata un'attrice statunitense.

## Biografia
Nata a New York nel 1911, era figlia dell'attrice Anna Lehr (1890-1974) e del regista Edwin McKim (1868-1942).
Iniziò a lavorare dall'età di quattro anni con il nome di Baby Ann Lehr per la MGM come attrice bambina in tre film: Ramona (1916), The Man Hater (1917), e il cortometraggio The Five Dollar Plate (1920).
Sul finire degli anni venti venne presentata ad Howard Hughes, che da ballerina la fece diventare un'attrice drammatica. Tra i film da lei interpretati, da ricordare Three on a Match (1932) e Scarface - Lo sfregiato (1932).
Fu sposata con l'attore britannico Leslie Fenton. Si ritirò dalle scene nel 1951, anno in cui si sposò per la terza volta con Nicholas Wade, al quale rimase legata fino alla morte di quest'ultimo, avvenuta nel 1975. Visse gli ultimi anni della sua vita alle Hawaii e morì nel 1979 a Honolulu per un cancro allo stomaco, all'età di 68 anni. Il corpo dell'attrice è poi stato cremato e le sue ceneri sono state sparse nell'Oceano Pacifico da Waikiki Beach.
Le è dedicata una stella sulla Hollywood Walk of Fame.

## Filmografia parziale
- Ramona, regia di Donald Crisp (1916)
- The Man Hater, regia di Albert Parker (1917)
- The Five Dollar Plate, regia di J. Gordon Cooper e Carl Harbaugh (1920) - cortometraggio
- Il tenente di Napoleone (Devil-May-Care), regia di Sidney Franklin (1929)
- Arcobaleno (Chasing Rainbows), regia di Charles Reisner (1930)
- Lord Byron of Broadway, regia di Harry Beaumont e William Nigh (1930)
- Amore bendato (Children of Pleasure), regia di Harry Beaumont (1930)
- Ragazze che sognano (Our Blushing Brides), regia di Harry Beaumont (1930)
- Good News, regia di Nick Grinde (1930)
- Il coraggio della paura (Sky Devils), regia di A. Edward Sutherland (1932)
- Scarface - Lo sfregiato (Scarface), regia di Howard Hawks (1932)
- L'urlo della folla (The Crowd Roars), regia di Howard Hawks (1932)
- Stranger in Town, regia di Erle C. Kenton (1932)
- Crooner, regia di Lloyd Bacon (1932)
- Three on a Match, regia di Mervyn LeRoy (1932)
- Love Is a Racket, regia di William A. Wellman (1932)
- La maniera di amare (The Way to Love), regia di Norman Taurog (1933)
- College Coach, regia di William A. Wellman (1933)
- Un popolo in ginocchio (Massacre), regia di Alan Crosland (1934)
- Housewife, regia di Alfred E. Green (1934)
- La pattuglia dei senza paura ('G' Men), regia di William Keighley (1935)
- Il re della risata (Bright Lights), regia di Busby Berkeley (1935)
- Il dottor Socrate (Dr. Socrates), regia di William Dieterle (1935)
- La vittima sommersa  (The Case of the Stuttering Bishop), regia di William Clemens (1937)
- Mischa il fachiro (Manhattan Merry-Go-Round), regia di Charles Reisner (1937)
- Gioia di vivere (Merrily We Live), regia di Norman Z. McLeod (1938)
- Fiamme a San Francisco (Flame of Barbary Coast), regia di Joseph Kane (1945)
- Mascherata al Messico (Masquerade in Mexico), regia di Mitchell Leisen (1945)
- I predoni della città (Abilene Town), regia di Edwin L. Marin (1946)
- Le figlie dello scapolo (The Bachelor's Daughters), regia di Andrew L. Stone (1946)
- Fulmini a ciel sereno (Out of the Blue), regia di Leigh Jason (1947)
- Il disonesto (The Private Affairs of Bel Ami), regia di Albert Lewin (1947)
- La disperata notte (The Long Night), regia di Anatole Litvak (1947)
- Le mura di Gerico (The Walls of Jericho), regia di John M. Stahl (1948)
- Noi che ci amiamo (Our Very Own), regia di David Miller (1950)
- L'indossatrice (A Life of Her Own), regia di George Cukor (1950)
- Nessuno deve amarti (The Return of Jesse James), regia di Arthur Hilton (1950)
- Mrs. O'Malley and Mr. Malone, regia di Norman Taurog (1950)
- Ero una spia americana (I Was an American Spy), regia di Lesley Selander (1951)
- Il segreto del lago (The Secret of Convict Lake), regia di Michael Gordon (1951)

## Doppiatrici italiane
- Andreina Pagnani in Fiamme a San Francisco, Mascherata al Messico
- Laura Carli in I predoni della città
- Tina Lattanzi in La disperata notte
- Lydia Simoneschi in L'indossatrice
- Micaela Giustiniani in La pattuglia dei senza paura (ridoppiaggio)
- Rina Morelli in Il segreto del lago
- Ada Maria Serra Zanetti in La disperata notte (ridoppiaggio)
- Fiorella Betti in Scarface - Lo sfregiato (1º ridoppiaggio)
- Cristina Giachero in Scarface - Lo sfregiato (2º ridoppiaggio)